# Denbigh
Denbigh (wal. Dinbych) – miasteczko w Denbighshire w Walii położone ok. 13 km na północny zachód od Ruthin i tuż na południe od St Asaph.  Według spisu powszechnego z 2001 w miasteczku mieszkało 8783 osób.

## Urodzeni w Denigh
- Rhoda Broughton
- Humphrey Llwyd
- Henry Morton Stanley
- Shefali Chowdhury